# Ivan Kučírek
Ivan Kučírek (ur. 25 listopada 1946 w Brzecławiu, zm. 5 lutego 2022 tamże) – czechosłowacki kolarz torowy, sześciokrotny medalista mistrzostw świata.

## Kariera
W 1968 roku Ivan Kučírek wystartował na igrzyskach olimpijskich w Tokio, gdzie odpadł w eliminacjach sprintu indywidualnego. Cztery lata później, podczas igrzysk w Meksyku również nie dotarł do finału sprintu, zajął jednak piątą pozycję w wyścigu tandemów. Na mistrzostwach świata w Varese w 1971 roku Kučírek zdobył swój pierwszy medal, kiedy zajął trzecie miejsce w sprincie indywidualnym amatorów za Francuzem Danielem Morelonem i Siergiejem Krawcowem z ZSRR. Ostatni występ olimpijski zaliczył na igrzyskach w Monachium w 1972 roku, zajmując ponownie piąte miejsce w tandemach i kończąc rywalizację w sprincie na etapie eliminacji. Następnie wspólnie z Milošem Jelínkiem zdobył srebrny medal w wyścigu tandemów podczas mistrzostw świata w Lecce w 1976 roku. W tej samej konkurencji w parze z Pavlem Martínkiem zdobył złote medale na trzech mistrzostwach świata z rzędu: Besançon 1980, Brno 1981 i Leicester 1982, a także srebrny na rozgrywanych w 1983 roku mistrzostwach świata w Zurychu.